# Arcades du Lac
Élevées en 1981, les Arcades du Lac sont un ensemble architectural situé dans le quartier de la Sourderie à Montigny-le-Bretonneux.

## Description
Elles font partie du programme conçu par l'architecte Ricardo Bofill qui associe autour d'un lac artificiel deux grands boulevards et un ensemble de logements mixtes, mêlant pavillonnaire en accession à la propriété et logement HLM. 
Surnommées le « Versailles du peuple », elles associent un « Viaduc » imitant les grands ponts d'Avignon, du château de Chenonceau ou de l'aqueduc romain de Ségovie.

## Historique
Ricardo Bofill a été chargé de ce projet après que Serge Goldberg, directeur de l'EPASQY, visitant Reus près de Tarragone, a invité le célèbre architecte catalan à projeter un ensemble qui réponde à deux volontés :
- diversifier la population résidente et répondre au cahier des charges fixé par le SDAU de mixité sociale
- rendre au quartier qui était une zone de transition entre Montigny-le-Bretonneux et Voisins-le-Bretonneux un dessein, un geste architectural qui réconcilie monumentalité et habitat populaire.

Le projet naît d'une convergence d'intérêts du bailleur social 3F qui voit l'occasion de moderniser la politique de logements sociaux en soutenant les projets innovants, l'architecte en chef et l'EPA. Cependant, le nouveau maire élu en 1978, Nicolas About refuse la construction des 643 logements et refuse de céder la parcelle à construire. Le préfet ayant acté le permis de construire est mis en demeure d'augmenter parallèlement le nombre de conseillers municipaux. Nicolas About, démissionnaire de sa fonction, est élu quelque temps plus tard, le 19 mars 1978 comme député des Yvelines. 
La seconde tranche des travaux n'est pas cédée aux 3F.
Les griefs portés à ce projet portaient sur les nuisances d'un urbanisme conceptuel, oubliant les réalités d'une vie commerciale absente, de la présence de moustiques amenés par la présence d'une eau stagnante, et d'une esthétique qui n'est pas du goût de tous, monotone et froide. 
L’architecte Pancho Ayguavives avait pourtant défini à partir du SDRIF sur le secteur des Trois Villages (Voisins, Guyancourt, Montigny) un plan-masse d'ensemble qui devait définir une vocation pour chaque quartier à faire accéder ses habitants à de l'animation et des règles de déplacement inspirés de l'architecture haussmanienne. 
Dans le milieu des années 1980, le pendant des Arcades, le Temple et les Templettes, fut construit en face du lac, à Voisins-le-Bretonneux.